# Seznam skeptických konferencí
Toto je seznam konferencí, které podporují nebo propagují vědecký skepticismus.

## Seznam skeptických konferencí
| Událost                                                | Rok vzniku | Město                  | Země           | Poznámky |
| ------------------------------------------------------ | ---------- | ---------------------- | -------------- | --- |
| Apostacon                                              | 2009       | Různé                  | Spojené státy  | 450+ účastníků (2014). |
| Australian Skeptics National Convention                | 1985       | Různé                  | Austrálie      | Pořádají Australian Skeptics. 320 účastníků (2012). |
| CSICon / CFI Summit                                    | 1983       | Různé                  | Spojené státy  | Sponzorováno Committee for Skeptical Inquiry a Center for Inquiry.                                                                                       |
| Denkfest                                               | 2011       | Curych                 | Švýcarsko      | Sponzorováno Freethinkers Association of Switzerland. 350 účastníků (2014).                                                                              |
| European Skeptics Congress (ESC)                       | 1989       | Různé                  | Evropa         | Sponzorováno European Council of Skeptical Organisations (ECSO) od roku 1994.                                                                            |
| Freethought Festival                                   | 2012       | Madison Wisconsin      | Spojené státy  | Festival pořádají Atheists, Humanists, & Agnostics z University of Wisconsin-Madison.                                                                    |
| Het Denkgelag                                          | 2012       | Gent/Antverpy, Vlámsko | Belgie         | Nezávislý. 1000 účastníků (Gent 2013), 2000 účastníků (Antverpy 2015).                                                                                   |
| Kritisk masse                                          | 2010       | Oslo                   | Norsko         | Sponzorováno Skepsis Norge. |
| New Zealand Skeptics Conference                        | 1986       | Různé                  | Nový Zéland    | Pořádáno New Zealand Skeptics. 120 účastníků (2007). |
| Northeast Conference on Science and Skepticism (NECSS) | 2009       | New York               | Spojené státy  | Pořádáno New York City Skeptics, New England Skeptical Society & Society for Science-Based Medicine. 400 účastníků.                                      |
| QED: Question, Explore, Discover                       | 2011       | Manchester, Anglie     | Velká Británie | Pořádáno Merseyside Skeptics Society a Greater Manchester Skeptics Society. 650 účastníků (2016).                                                        |
| SkepchickCON                                           | 2009       | Bloomington, Minnesota | Spojené státy  | Skeptická stopa na konferenci CONvergence, čtyřdenní sci-fi a fantasy konferenci pořádané každoročně v Bloomingtonu v Minnesotě první víkend v červenci. |
| SkepKon (GWUP-Konferenz)                               | 1987       | Různé                  | Německo        | Sponzorováno Gesellschaft zur wissenschaftlichen Untersuchung von Parawissenschaften.                                                                    |
| Skepsis Congres                                        | 1987       | Utrecht                | Nizozemí       | Sponzorováno Stichting Skepsis. 400 účastníků (2011). |
| Skeptic's Toolbox                                      | 1992       | Eugene, Oregon         | Spojené státy  | Zanoženono Rayem Hymanem, sponzorováno Center for Inquiry.                                                                                               |
| SkeptiCalCon                                           | 2010       | Oakland, Kalifornie    | Spojené státy  | Sponzorováno Bay Area Skeptics a Sacramento Area Skeptics. 300 účastníků (2013).                                                                         |
| SkeptiCamp                                             | 2007       | Various                | Různé          | Pořádáno různými místními spolky. |
| Skepticon                                              | 2008       | Springfield, Missouri  | Spojené státy  | Založeno jako studentská akce na Missouri State University. Později se stala nezávislou. 1500 účastníků (2012).                                          |
| Skeptics in the Pub (SitP)                             | 1999       | Různé                  | Různé          | Pořádáno různými místními spolky. |
| Skeptics on the Fringe (SotF)                          | 2010       | Edinburgh, Skotsko     | Velká Británie | Sponzorováno Edinburgh Skeptics. |
| SkepTrack                                              | 2008       | Atlanta, Georgie       | Spojené státy  | Součást sci-fi a fantasy konference Dragon Con. |
| SSAcon                                                 | 2000       | Columbus, Ohio         | Spojené státy  | Výroční studentská konference Secular Student Alliance.                                                                                                  |
| The Amaz!ng Meeting (TAM)                              | 2003       | Las Vegas, Nevada      | Spojené státy  | Sponzorováno James Randi Educational Foundation. 1000+ účastníků (2014).                                                                                 |
| World Skeptics Congress (WSC)                          | 1996       | Různé                  | Různé          | Sponzorováno Center for Inquiry a různými místními nebo regionálními organizacemi. 300 účastníků (2012).                                                 |